# Liste der Bodendenkmäler in Schwindegg
Auf dieser Seite sind die Bodendenkmäler in der oberbayerischen Gemeinde Schwindegg zusammengestellt. Diese Tabelle ist eine Teilliste der Liste der Bodendenkmäler in Bayern. Grundlage ist die Bayerische Denkmalliste, die auf Basis des Bayerischen Denkmalschutzgesetzes vom 1. Oktober 1973 erstmals erstellt wurde und seither durch das Bayerische Landesamt für Denkmalpflege geführt wird. Die folgenden Angaben ersetzen nicht die rechtsverbindliche Auskunft der Denkmalschutzbehörde.

## Bodendenkmäler der Gemeinde Schwindegg

### Bodendenkmäler in der Gemarkung Schwindegg
| Lage                  | Objekt | Akten-Nr.     | Bild |
| --------------------- | --- | ------------- | ---- |
| Schwindegg (Standort) | Untertägige spätmittelalterliche und frühneuzeitliche Befunde im Bereich von Schloss Schwindegg und seiner Vorgängerbauten. Siehe auch: Schloss Schwindegg                       | D-1-7739-0099 |      |
| Schwindegg (Standort) | Untertägige mittelalterliche und frühneuzeitliche Befunde im Bereich der katholischen Filialkirche St. Nikolaus in Reibersdorf. Siehe auch: St. Nikolaus (Reibersdorf)           | D-1-7739-0104 |      |
| Schwindegg (Standort) | Untertägige mittelalterliche und frühneuzeitliche Befunde im Bereich der katholischen Filialkirche St. Johann Baptist in Rottenbuch. Siehe auch: St. Johann Baptist (Rottenbuch) | D-1-7739-0112 |      |

### Bodendenkmäler in der Gemarkung Walkersaich
| Lage                   | Objekt | Akten-Nr.     | Bild |
| ---------------------- | --- | ------------- | ---- |
| Walkersaich (Standort) | Burgstall des hohen und späten Mittelalters (Burg Wörth). | D-1-7739-0019 |      |
| Walkersaich (Standort) | Untertägige spätmittelalterliche und frühneuzeitliche Befunde im Bereich der katholischen Expositurkirche St. Maria, St. Andreas und St. Sigismund in Walkersaich.                       | D-1-7739-0101 |      |
| Walkersaich (Standort) | Untertägige frühneuzeitliche Befunde im Bereich des ehemaligen Schlosses Walkersaich und seines Vorgängerbaus.                                                                           | D-1-7739-0102 |      |
| Walkersaich (Standort) | Untertägige mittelalterliche und frühneuzeitliche Befunde im Bereich der katholischen Filialkirche St. Georg in Wörth und ihres Vorgängerbaus. Siehe auch: St. Georg (Wörth)             | D-1-7739-0106 |      |
| Walkersaich (Standort) | Untertägige mittelalterliche und frühneuzeitliche Befunde im Bereich der katholischen Filialkirche St. Martin in Loinbruck und ihrer Vorgängerbauten. Siehe auch: St. Martin (Loinbruck) | D-1-7739-0107 |      |